# 西里西亚的辛普利修斯
奇里乞亚的辛普利修斯（希臘語：Σιμπλίκιος ὁ Κίλι）公元6世纪新柏拉图主义哲学家，阿摩尼奥斯·赫尔米埃和达马希乌斯的学生，因异教信仰受到东罗马皇帝查士丁尼的迫害，一度前往波斯朝廷寻求避难，曾为亚里士多德著作作注。